# Comuna Iambol, Iambol
Iambol (în bulgară Ямбол) este o comună în regiunea Iambol, Bulgaria, formată din orașul Iambol. 

## Demografie
Componența etnică a comunei Iambol
     Turci (4,29%)
     Nicio identificare (8,75%)
     Romi (5,75%)
     Bulgari (80,8%)
     Altele (0,39%)
La recensământul din 2011, populația comunei Iambol era de 74.132 locuitori. Din punct de vedere etnic, majoritatea locuitorilor (80,8%) erau bulgari, existând și minorități de romi (5,75%) și turci (4,29%). Pentru 8,75% din locuitori nu este cunoscută apartenența etnică.